# مورنینگ الویس
«مورنینگ الویس» ترانه‌ای از گروهٔ موسیقی ایندی راک فلورنس اند د مشین می‌باشد که در ۱۳ مهٔ سال ۲۰۲۲ از سوی پالیدور رکوردز منتشر شده‌است و ترانهٔ پایانی پنجمین آلبوم استودیویی آن‌ها تحت عنوان تب رقص نیز می‌باشد. نسخهٔ ضبط‌شده از اجرای زندهٔ این ترانه در دنور به‌همراهٔ خواننده-ترانه‌پرداز آمریکایی اتل کین در ۹ دسامبر سال ۲۰۲۲ به‌عنوان تک‌آهنگ تبلیغاتی منتشر شده‌است.